# 第38屆金馬獎
第38屆金馬獎，2001年台灣與華語電影界的年度盛事之一，表揚2001年度傑出電影與電影工作者。頒獎典禮於2001年12月8日晚上七點（台灣時間）在花蓮小巨蛋體育場舉行，超視全程直播，中視晚間10點錄影播出，典禮主持人為蔡康永、高怡平，星光大道則由侯冠群和周瑛琦主持。值得一提的是，此次頒獎典禮是金馬獎首屆於東臺灣舉行，目前也是唯一一次在東臺灣舉行，頒獎當晚則因豪雨因素致使星光大道上人人撐傘。

## 簡介
第38屆金馬獎首度移師東臺灣舉行，典禮原為Much TV（現為年代MUCH台）與東森電視其中一家轉播，但因執委會額外要求轉播的電視台支付200萬台幣而放棄轉播權，最後由超視和中視轉播。
本屆同志電影《藍宇》獲本屆首創的「觀眾票選最佳影片獎」，此部大陸網路小說《北京故事》改編之影片，獲得包括最佳導演關錦鵬、
最佳男主角劉燁等五項大獎，入圍多次之關錦鵬終於獲獎，男主角劉燁以23歲年齡獲影帝，僅次於5年前夏雨20歲獲最佳男主角獎的年齡，為第二年輕得獎者。
本屆另一贏家為《榴槤飄飄》獲得最佳影片，此部為陳果導演的「妓女三部曲」之首部曲，讓秦海璐成為影后與新人雙料得主，創大會紀錄；導演陳果雖敗給關錦鵬，但仍然獲得最佳原著劇本獎。

## 評選過程
新晉演員獎，第一輪投票後，以《十七歲的單車》的李濱、《榴蓮飄飄》的秦海璐作最後選擇。不少評審如金燕玲認為李濱入圍這個獎項，只有唯一的得獎機會，但秦海璐大有可能在女主角獎中勝出而主張由李濱得獎，但有評審認為，秦海璐如果優秀，新晉演員、女主角雙項都得併不為過，最後投票結果，秦海璐以七票比五票的兩票之差，擊敗李濱，拿下新晉演員獎。
最佳男配角以《慌心假期》的任達華和《野獸之瞳》的譚耀文做最後爭奪，不少評審覺得任達華雖然戲少，但表情多且細微，充分傳達出男主角的那份不捨與無奈而主張給獎，但更多評審贊同譚耀文在《野獸之瞳》的演出，在類型化的電影中讓角色綻放生命，最後投票，譚耀文以七票對任達華的四票，榮獲最佳男配角。
最佳女配角的討論十分激烈，《慌心假期》的純名里沙和《愛上我吧》的羅慧英各有評審支持。但純名里沙被認為演出太戲劇化、羅慧英則是在生活中表現演員戲劇張力，經過第三輪投票，羅慧英以七票勝出。
最佳男主角，《瘦身男女》的劉德華受限於電影類型，獲得的支持不多，虞戡平肯定他把胖子的可愛演得很成功，但是當他變瘦，這個可愛沒有延續下去，非常遺憾。討論焦點集中在《藍宇》的兩位男主角胡軍、劉燁身上，有人提議讓兩人同時獲獎，但未獲得同意。胡軍對角色轉變的掌握層次豐富，深獲不少評審讚賞，但更多評審肯定劉燁掌握角色真情動人、情感表現細膩，結果第三次兩人以六票打成平手後，第四次投票，劉燁以七票稱帝。
最佳女主角大家討論將近半小時，虞戡平認為張艾嘉太會演戲，但角色過於類型化，梅艷芳則表演單一，兩人第二輪被淘汰，由《榴蓮飄飄》的秦海璐、《千禧曼波》的舒淇作最後爭奪，秦海璐年紀輕輕但能深刻刻畫角色，表現可圈可點是許多評審的最愛，但舒淇在《千禧曼波》中脫離架框，走在導演前面，展現出演員的生命力也獲得不少評審支持，最後經過第三次投票，舒淇以兩票之差敗給七票的秦海璐，痛失影后寶座。
最佳導演在評審團決定將蔡明亮提報為評審團特別獎得主後，鎖定陳果、關錦鵬兩位導演，最後關錦鵬在評審以“成熟、進步”的評定下，以九票輕易勝出。
最佳劇情片方面，儘管《藍宇》節制處理同志愛情故事，讓任何人看了都很感動，不過《榴蓮飄飄》原創性高、整體表現都很出色，第二輪投票時八票對四票，打敗《藍宇》，奪得金馬最大獎。

## 入圍暨得獎名單
下列之標記為該獎項之得獎者。

## 多項提名及得獎

### 多項提名
下列14部電影獲得多項提名。
| 提名數量 | 電影名稱         | 提名獎項 |
| -------- | ---------------- | --- |
| 10       | 《藍宇》         | 最佳劇情片、最佳導演、最佳男主角、最佳男主角、最佳改編劇本、最佳攝影、最佳美術設計、最佳造型設計、最佳剪輯、最佳音效   |
| 9        | 《慌心假期》     | 最佳女主角、最佳男配角、最佳女配角、最佳攝影、最佳美術設計、最佳造型設計、最佳原創電影音樂、最佳原創電影歌曲、最佳音效 |
| 7        | 《榴槤飄飄》     | 最佳劇情片、最佳導演、最佳女主角、最佳新演員、最佳原著劇本、最佳原創電影歌曲、最佳剪輯                                 |
| 6        | 《十七歲的單車》 | 最佳劇情片、最佳導演、最佳新演員、最佳原著劇本、最佳攝影、最佳剪輯                                                     |
| 5        | 《蜀山傳》       | 最佳視覺特效、最佳美術設計、最佳造型設計、最佳動作設計、最佳原創電影音樂                                               |
| 5        | 《你那邊幾點》   | 最佳劇情片、最佳導演、最佳女配角、最佳原著劇本、最佳音效                                                               |
| 5        | 《千禧曼波》     | 最佳女主角、最佳攝影、最佳原創電影音樂、最佳原創電影歌曲、最佳音效                                                     |
| 4        | 《愛上我吧》     | 最佳劇情片、最佳女配角、最佳新演員、最佳原著劇本                                                                       |
| 3        | 《少林足球》     | 最佳視覺特效、最佳動作設計、最佳剪輯                                                                                   |
| 2        | 《初戀拿喳麵》   | 最佳新演員、最佳改編劇本                                                                                               |
| 2        | 《情色地圖》     | 最佳男配角、最佳原創電影音樂                                                                                           |
| 2        | 《遊園驚夢》     | 最佳美術設計、最佳造型設計                                                                                             |
| 2        | 《自由門神》     | 最佳男配角、最佳原創電影歌曲                                                                                           |
| 2        | 《石碇的夏天》   | 最佳女配角、最佳創作短片                                                                                               |

### 得獎統計
其中4部電影獲得多項獎項（僅計入正式競賽獎項）。
| 得獎數量 | 電影名稱         | 得獎獎項                                         |
| -------- | ---------------- | ------------------------------------------------ |
| 4        | 《藍宇》         | 最佳導演、最佳男主角、最佳改編劇本、最佳剪輯     |
| 4        | 《榴槤飄飄》     | 最佳劇情片、最佳女主角、最佳新演員、最佳原著劇本 |
| 3        | 《千禧曼波》     | 最佳攝影、最佳原創電影音樂、最佳音效             |
| 2        | 《蜀山傳》       | 最佳美術設計、最佳造型設計                       |
| 1        | 《慌心假期》     | 最佳原創電影歌曲                                 |
| 1        | 《愛上我吧》     | 最佳女配角                                       |
| 1        | 《少林足球》     | 最佳視覺特效                                     |
| 1        | 《石碇的夏天》   | 最佳創作短片                                     |
| 1        | 《我的野蠻同學》 | 最佳動作設計                                     |
| 1        | 《野獸之瞳》     | 最佳男配角                                       |

## 評審名單
王瑋、邱剛健、林贊庭、張弘毅、虞戡平、霍榮齡、吳佩慈、湯志偉、麥仁傑、張華坤、蔣國權、金燕玲

## 外部連結
- 第38屆金馬獎名單 （页面存档备份，存于）（繁體中文）
- 國家電影中心圖書館-第三十八屆金馬獎頒獎典禮
- 時光網-第38届台湾电影金马奖 （页面存档备份，存于）